# Man (banda)
Man es una pub-band de rock progresivo de Gales, Reino Unido.

## Historia
Los orígenes de Man provienen de un grupo de rock llamado The Bystanders. En 1968, Deke Leonard se añadió al grupo. Rápidamente, el nombre de la banda había cambiado y el batería y el bajista fueron sustituidos por Terry Williams y Martin Ace, respectivamente.
Entre 1968 y 1976, su estilo de rock progresivo llegó a Reino Unido, Estados Unidos y Alemania. 1974 fue su año de mayor éxito con el álbum Rhinos, Winos & Lunatics. Tras ello, el guitarrista John Cippolina se añadió a la banda para la gira, que sería publicada como álbum en directo titulado Maximum Darkness. Sin embargo, a pesar de su relativo éxito, no se puede decir que alcanzaran nunca la fama y en 1976 se disolvieron. Cada uno de los integrantes siguieron sus propias carreras.
En 1983, la banda se volvió a reunificar: Micky Jones y Deke Leonard a las guitarras, Martin Ace al bajo, y John Weathers a la batería. En 1996, Weathers fue reemplazado por el anterior batería, Terry Williams, que había pasado por otras pub-bands como Rockpile y Dire Straits (aunque alejadas del estilo de rock progresivo. Terry dejó de nuevo la banda en 1997 y fue sustituido por Bob Richards; además, entró el antiguo teclista, Phil Ryan. A finales de los años 90, Deke sufrió un infarto y a comienzos del nuevo milenio, Micky desarrolló un tumor cerebral. Paralelamente a la banda, Deke realiza conciertos en solitario y ha publicado dos libros. 

## Miembros

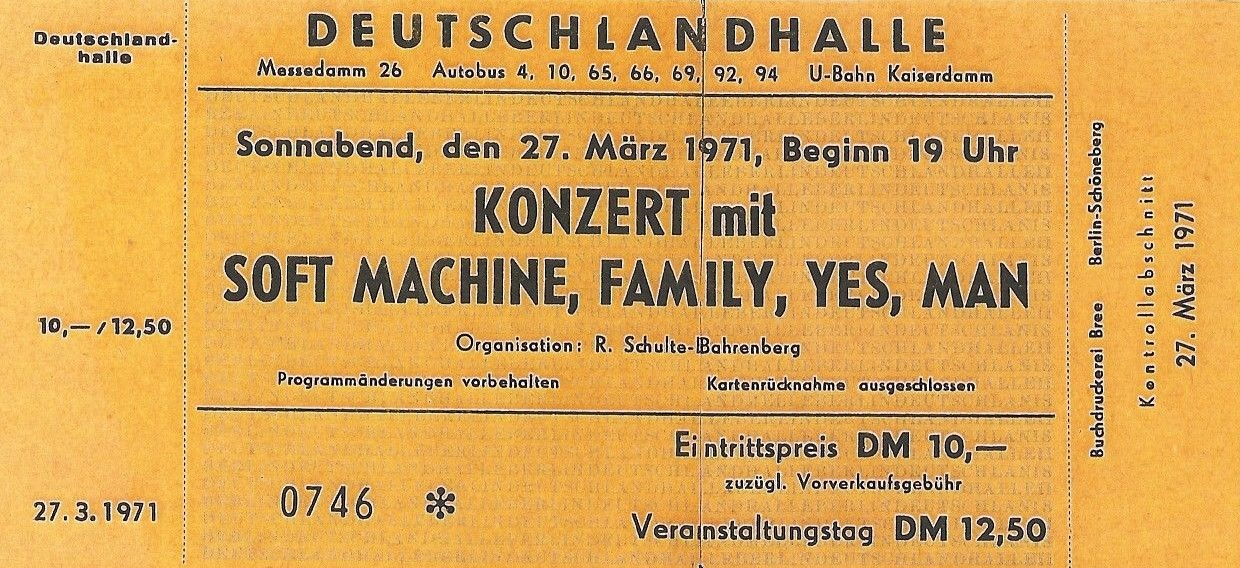
Entrada de un concierto del 27 de marzo de 1971 en el Deutschlandhalle de Berlín, con Soft Machine, Family y Yes

- Martin Ace - Bajo (1970-Actualidad)
- Clive John - Teclado, guitarra y percusión (1968-1973)
- Micky Jones- Guitarra (1968-2006)
- Roger "Deke" Leonard - Guitarra y voz (1968-2006)
- Bob Richards - Batería (1997-Actualidad)
- Phil Ryan - Teclados (1970-76, 1998-Actualidad)
- John Weathers - Batería (1983-96)
- Ray Williams - Bajo (1968-70)
- Terry Williams - Batería (1970-76, 1996-97)

## Discografía
- Revelation (1969)
- 2 Ozs of Plastic with a Hole in the Middle (1969)
- Man (1970)
- Do You Like It Here Now, Are You Settling In? (1971)
- Be Good To Yourself At Least Once A Day (1972)
- Live At The Paget Rooms Penarth [DIRECTO] (1972)
- Back Into The Future (1974)
- Rhinos, Winos, and Lunatics (1975)
- Slow Motion (1975)
- Maximum Darkness [DIRECTO] (1976)
- The Welsh Connection (1976)
- All's Well That Ends Well (1977)
- Friday 13th (1983)
- The Twang Dynasty (1993)
- Call Down the Moon (1995)
- Endangered Species (2000)
- Undrugged (2002)